# You (canción de Regard, Troye Sivan y Tate McRae)
«You» —en español: Tú— es una canción del DJ kosovo-albanés Regard, el cantautor australiano Troye Sivan y la cantante canadiense Tate McRae. Fue lanzado a través de Ministry of Sound el 16 de abril de 2021.

## Antecedentes
El 1 de abril de 2021, Sivan publicó un dueto de él y McRae bailando y cantando la canción en su TikTok. También reveló que "se avecinaba algún trabajo nuevo". Regard luego subió un clip teaser de 30 segundos de la canción en YouTube. El 9 de abril, Sivan publicó fotos de sí mismo con subtítulos de la letra de la canción en su Instagram.
En junio del 2021, un demo interpretado por Zayn y Ellie Goulding se filtró a través de internet.

## Posicionamiento en listas
| Lista (2021)                                          | Mejor posición |
| ----------------------------------------------------- | -------------- |
| Australia (ARIA)                                      | 51             |
| Bélgica (Flandes) (Ultratip Bubbling Under)           | 1              |
| Canadá (Canadian Hot 100)                             | 47             |
| Canadá CHR/Top 40 (Billboard)                         | 17             |
| Canadá Hot AC (Billboard)                             | 36             |
| Estados Unidos (Billboard Hot 100)                    | 60             |
| Estados Unidos (Adult Top 40)                         | 38             |
| Estados Unidos Hot/Dance Electronic Songs (Billboard) | 1              |
| Estados Unidos (Mainstream Top 40)                    | 18             |
| Eslovaquia (Rádio Top 100)                            | 58             |
| Global 200 (Billboard)                                | 113            |
| Irlanda (IRMA)                                        | 50             |
| Lituania (AGATA)                                      | 43             |
| Nueva Zelanda Hot Singles (RMNZ)                      | 3              |
| Países Bajos (Dutch Top 40)                           | 17             |
| Países Bajos (Mega Single Top 100)                    | 30             |
| Reino Unido (UK Singles Chart)                        | 46             |
| Reino Unido (UK Dance Chart)                          | 17             |
| República Checa (Rádio Top 100)                       | 38             |
| Singapur (RIAS)                                       | 25             |
| Suecia (Sverigetopplistan)                            | 68             |

## Historial de lanzamientos
| Región         | Fecha               | Formato (s)                  | Sello discográfico | Ref.   |
| -------------- | ------------------- | ---------------------------- | ------------------ | ------ |
| Varios         | 16 de abril de 2021 | Descarga digital streaming   | Ministry of Sound  |        |
| Estados Unidos | 20 de abril de 2021 | Radio de éxito contemporáneo | Epic               | [ 28 ] |